# Spaniens Grand Prix
Spaniens Grand Prix är en deltävling i formel 1-VM som sedan 1991 körs på Circuit de Barcelona-Catalunya som ligger i närheten av Montmeló cirka tjugo kilometer från centrala Barcelona i Spanien.
Det första Spaniens Grand Prix kördes redan 1913 men var då ett sportvagnslopp. Loppet blev en deltävling i VM 1951. Säsongen 2026 kommer Spaniens Grand Prix att flytta till en ny bana i Madrid, och nuvarande banan, Circuit de Barcelona-Catalunya, kommer att anordna ett lopp under namnet Barcelona-Kataloniens Grand Prix.
Spaniens Grand Prix har tidigare körts på följande banor:
- Circuito de Pedralbes (1951, 1954)
- Circuito de Montjuïc (1969, 1971, 1973, 1975)
- Circuito del Jarama (1967-1968, 1970, 1972, 1974, 1976-1981)
- Circuito de Jerez  (1986-1990)

## Vinnare Spaniens Grand Prix
Ljusröd bakgrund betyder att loppet inte ingick i formel 1-VM.
Ljusgul bakgrund betyder att loppet ingick i Europamästerskapet för Grand Prix-förare.
| År          | Bana            | Förare                | Konstruktör        |
| ----------- | --------------- | --------------------- | ------------------ |
| 1923        | Sitges-Terramar | Albert Divo           | Sunbeam            |
| 1924 - 1925 | Inga tävlingar  | Inga tävlingar        | Inga tävlingar     |
| 1926        | Lasarte         | Bartolomeo Costantini | Bugatti            |
| 1927        | Lasarte         | Robert Benoist        | Delage             |
| 1928*       | Lasarte         | Louis Chiron          | Bugatti            |
| 1929*       | Lasarte         | Louis Chiron          | Bugatti            |
| 1930        | Lasarte         | Achille Varzi         | Maserati           |
| 1931 - 1932 | Inga tävlingar  | Inga tävlingar        | Inga tävlingar     |
| 1933        | Lasarte         | Louis Chiron          | Alfa Romeo         |
| 1934        | Lasarte         | Luigi Fagioli         | Mercedes-Benz      |
| 1935        | Lasarte         | Rudolf Caracciola     | Mercedes-Benz      |
| 1936 - 1950 | Inga tävlingar  | Inga tävlingar        | Inga tävlingar     |
| 1951        | Pedralbes       | Juan Manuel Fangio    | Alfa Romeo         |
| 1952 - 1953 | Inga tävlingar  | Inga tävlingar        | Inga tävlingar     |
| 1954        | Pedralbes       | Mike Hawthorn         | Ferrari            |
| 1955 - 1966 | Inga tävlingar  | Inga tävlingar        | Inga tävlingar     |
| 1967        | Jarama          | Jim Clark             | Lotus-Ford         |
| 1968        | Jarama          | Graham Hill           | Lotus-Ford         |
| 1969        | Montjuic        | Jackie Stewart        | Matra-Ford         |
| 1970        | Jarama          | Jackie Stewart        | Matra-Ford         |
| 1971        | Montjuic        | Jackie Stewart        | Tyrrell-Ford       |
| 1972        | Jarama          | Emerson Fittipaldi    | Lotus-Ford         |
| 1973        | Montjuic        | Emerson Fittipaldi    | Lotus-Ford         |
| 1974        | Jarama          | Niki Lauda            | Ferrari            |
| 1975        | Montjuic        | Jochen Mass           | McLaren-Ford       |
| 1976        | Jarama          | James Hunt            | McLaren-Ford       |
| 1977        | Jarama          | Mario Andretti        | Lotus-Ford         |
| 1978        | Jarama          | Mario Andretti        | Lotus-Ford         |
| 1979        | Jarama          | Patrick Depailler     | Ligier-Ford        |
| 1980        | Jarama          | Alan Jones            | Williams-Ford      |
| 1981        | Jarama          | Gilles Villeneuve     | Ferrari            |
| 1982 - 1985 | Inga tävlingar  | Inga tävlingar        | Inga tävlingar     |
| 1986        | Jerez           | Ayrton Senna          | Lotus-Renault      |
| 1987        | Jerez           | Nigel Mansell         | Williams-Honda     |
| 1988        | Jerez           | Alain Prost           | McLaren-Honda      |
| 1989        | Jerez           | Ayrton Senna          | McLaren-Honda      |
| 1990        | Jerez           | Alain Prost           | Ferrari            |
| 1991        | Catalunya       | Nigel Mansell         | Williams-Renault   |
| 1992        | Catalunya       | Nigel Mansell         | Williams-Renault   |
| 1993        | Catalunya       | Alain Prost           | Williams-Renault   |
| 1994        | Catalunya       | Damon Hill            | Williams-Renault   |
| 1995        | Catalunya       | Michael Schumacher    | Benetton-Renault   |
| 1996        | Catalunya       | Michael Schumacher    | Ferrari            |
| 1997        | Catalunya       | Jacques Villeneuve    | Williams-Renault   |
| 1998        | Catalunya       | Mika Häkkinen         | McLaren-Mercedes   |
| 1999        | Catalunya       | Mika Häkkinen         | McLaren-Mercedes   |
| 2000        | Catalunya       | Mika Häkkinen         | McLaren-Mercedes   |
| 2001        | Catalunya       | Michael Schumacher    | Ferrari            |
| 2002        | Catalunya       | Michael Schumacher    | Ferrari            |
| 2003        | Catalunya       | Michael Schumacher    | Ferrari            |
| 2004        | Catalunya       | Michael Schumacher    | Ferrari            |
| 2005        | Catalunya       | Kimi Räikkönen        | McLaren-Mercedes   |
| 2006        | Catalunya       | Fernando Alonso       | Renault            |
| 2007        | Catalunya       | Felipe Massa          | Ferrari            |
| 2008        | Catalunya       | Kimi Räikkönen        | Ferrari            |
| 2009        | Catalunya       | Jenson Button         | Brawn-Mercedes     |
| 2010        | Catalunya       | Mark Webber           | Red Bull-Renault   |
| 2011        | Catalunya       | Sebastian Vettel      | Red Bull-Renault   |
| 2012        | Catalunya       | Pastor Maldonado      | Williams-Renault   |
| 2013        | Catalunya       | Fernando Alonso       | Ferrari            |
| 2014        | Catalunya       | Lewis Hamilton        | Mercedes           |
| 2015        | Catalunya       | Nico Rosberg          | Mercedes           |
| 2016        | Catalunya       | Max Verstappen        | Red Bull-TAG Heuer |
| 2017        | Catalunya       | Lewis Hamilton        | Mercedes           |
| 2018        | Catalunya       | Lewis Hamilton        | Mercedes           |
| 2019        | Catalunya       | Lewis Hamilton        | Mercedes           |
| 2020        | Catalunya       | Lewis Hamilton        | Mercedes           |
| 2021        | Catalunya       | Lewis Hamilton        | Mercedes           |
| 2022        | Catalunya       | Max Verstappen        | Red Bull           |
| 2023        | Catalunya       | Max Verstappen        | Red Bull           |
| 2024        | Catalunya       | Max Verstappen        | Red Bull           |
| 2025        | Catalunya       | Oscar Piastri         | McLaren            |

* Sportvagnslopp